# Epimecis gravilinearia
Epimecis gravilinearia är en fjärilsart som beskrevs av Andrews 1878. Epimecis gravilinearia ingår i släktet Epimecis och familjen mätare. Inga underarter finns listade i Catalogue of Life.